# Atlasbronlibel
De atlasbronlibel (Cordulegaster princeps) is een echte libel uit de familie van de bronlibellen (Cordulegastridae).
De atlasbronlibel staat op de Rode Lijst van de IUCN als niet bedreigd, beoordelingsjaar 2015. De soort komt alleen voor in het Atlasgebergte in Marokko.
De wetenschappelijke naam van de soort werd in 1916 gepubliceerd door Kenneth J. Morton.